# Nemitz (Trebel)
Nemitz ist ein Ortsteil der Gemeinde Trebel im Landkreis Lüchow-Dannenberg in Niedersachsen. 

## Geographie und Verkehrsanbindung
Das Dorf liegt südöstlich des Kernortes Trebel. Nördlich vom Ort verläuft die B 493. Zwischen den Orten Nemitz, Trebel und Prezelle erstreckt sich die Nemitzer Heide, ein rund 550 ha großes Heidegebiet im Naturpark Wendland.Elbe. Südöstlich liegt das 535 ha große Naturschutzgebiet Planken und Schletauer Post. Die Landesgrenze zu Sachsen-Anhalt verläuft südlich.